# Krupp (entreprise)
Pour les articles homonymes, voir Krupp.
Friedrich Krupp AG, communément appelé Krupp, est un ancien conglomérat industriel multinational allemand du secteur de l'acier fondé et dirigé par la famille du même nom depuis 1811, et qui s'est notamment enrichi, durant la révolution industrielle dans l'expansion du chemin de fer et la fabrication d'armes puis, entre autres, avec les deux dernières guerres mondiales. L'entreprise, qui a absorbé la Sté Gruson en 1893, devient société par actions en 1903, puis s'implante dans le monde entier et devient l'une des premières mondiales de son secteur. Collaborant à la montée du nazisme et sanctionnée en 1947, indirectement gérée depuis 1967 par une fondation, elle fusionne en 1992 avec Hoesch AG (en), puis en 1999 avec son concurrent Thyssen AG pour former ThyssenKrupp AG.

## Les origines
Le fondateur de l'entreprise est Friedrich Krupp (1787-1826) qui installe une forge près d'Essen en novembre 1811. Il désire produire de l'acier fondu selon les techniques britanniques, dont le prix est élevé à cause du blocus continental.
Cependant, du fait de l'utilisation d'une technique inadéquate, l'acier produit reste de très mauvaise qualité, mettant ainsi l'entreprise en difficulté. À la mort de Friedrich, en 1826, sa veuve, Therese Krupp (1790-1850), reprend l'entreprise aidée par son fils, Alfred qui, âgé de 14 ans, débute en affaires. L'entreprise se développe lentement jusqu'au boom des chemins de fer dans les années 1850, durant la deuxième révolution industrielle.

## L'expansion

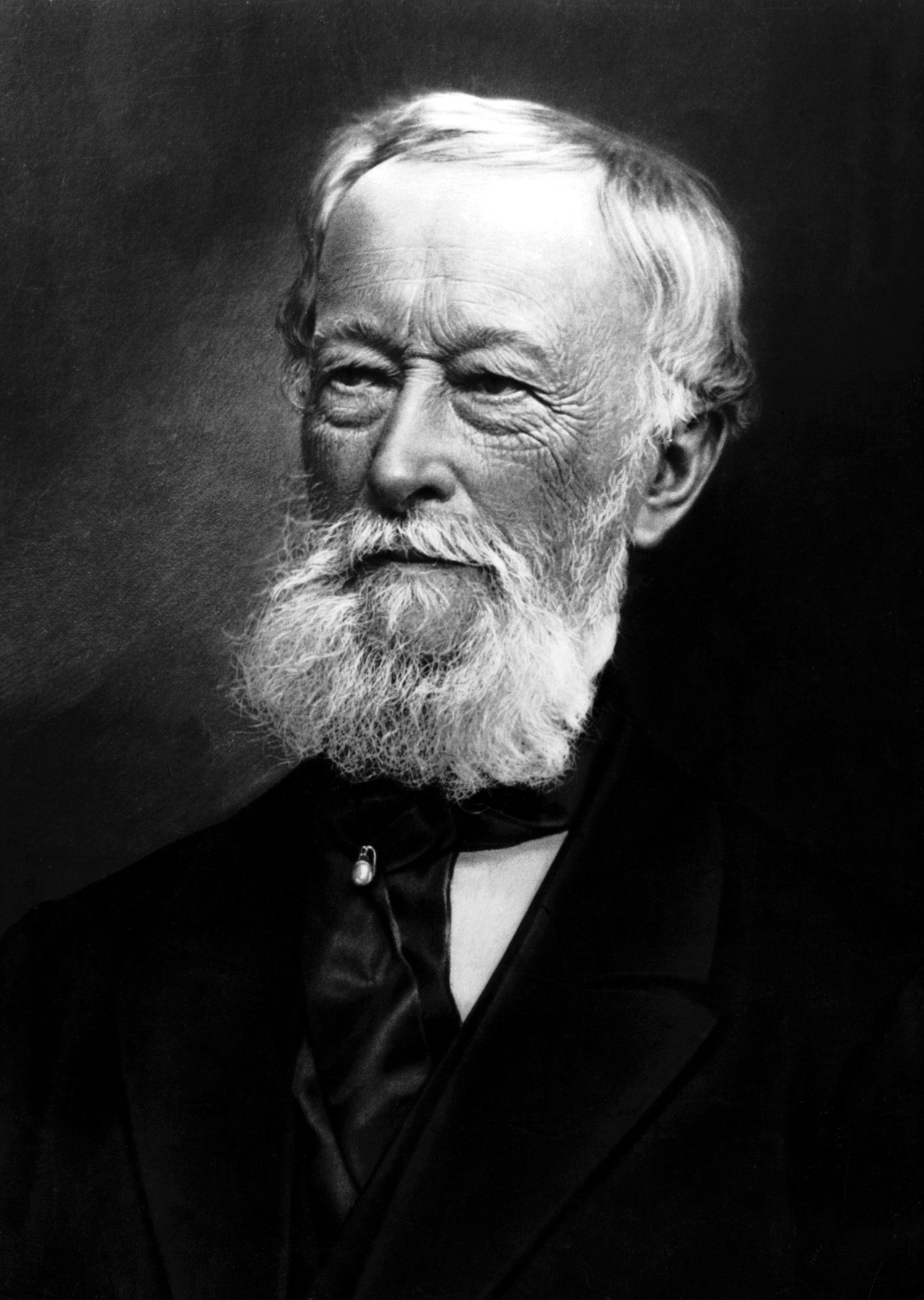
Alfred Krupp

Alfred Krupp (1812-1887), va, durant près de quarante ans, transformer l'entreprise, une simple forge, en l'un des plus grands complexes d'aciéries du monde, et ce, en profitant de l'extraordinaire développement des chemins de fer, de la marine et des machines industrielles. Krupp produit des essieux et des ressorts de qualité. C'est d'ailleurs en 1875 qu'Alfred dessine le logo de son entreprise : trois essieux de chemins de fer entrecroisés. Mais, plus que les réalisations industrielles, ce sont, à partir de 1859, les réalisations militaires de canons et de blindages qui permettent le développement de l'entreprise en introduisant de nouvelles techniques comme le procédé Bessemer. 
L'entreprise affiche ainsi une croissance élevée à partir de la mise en place du procédé Bessemer. Krupp emploie 700 hommes en 1855, 1 800 en 1860, 8 100 en 1865, puis 45 000 en 1887. Son succès l'amène à une Intégration verticale consistant à acheter des mines de fer et de charbon pour sécuriser les approvisionnements des aciéries et former un Konzern. 

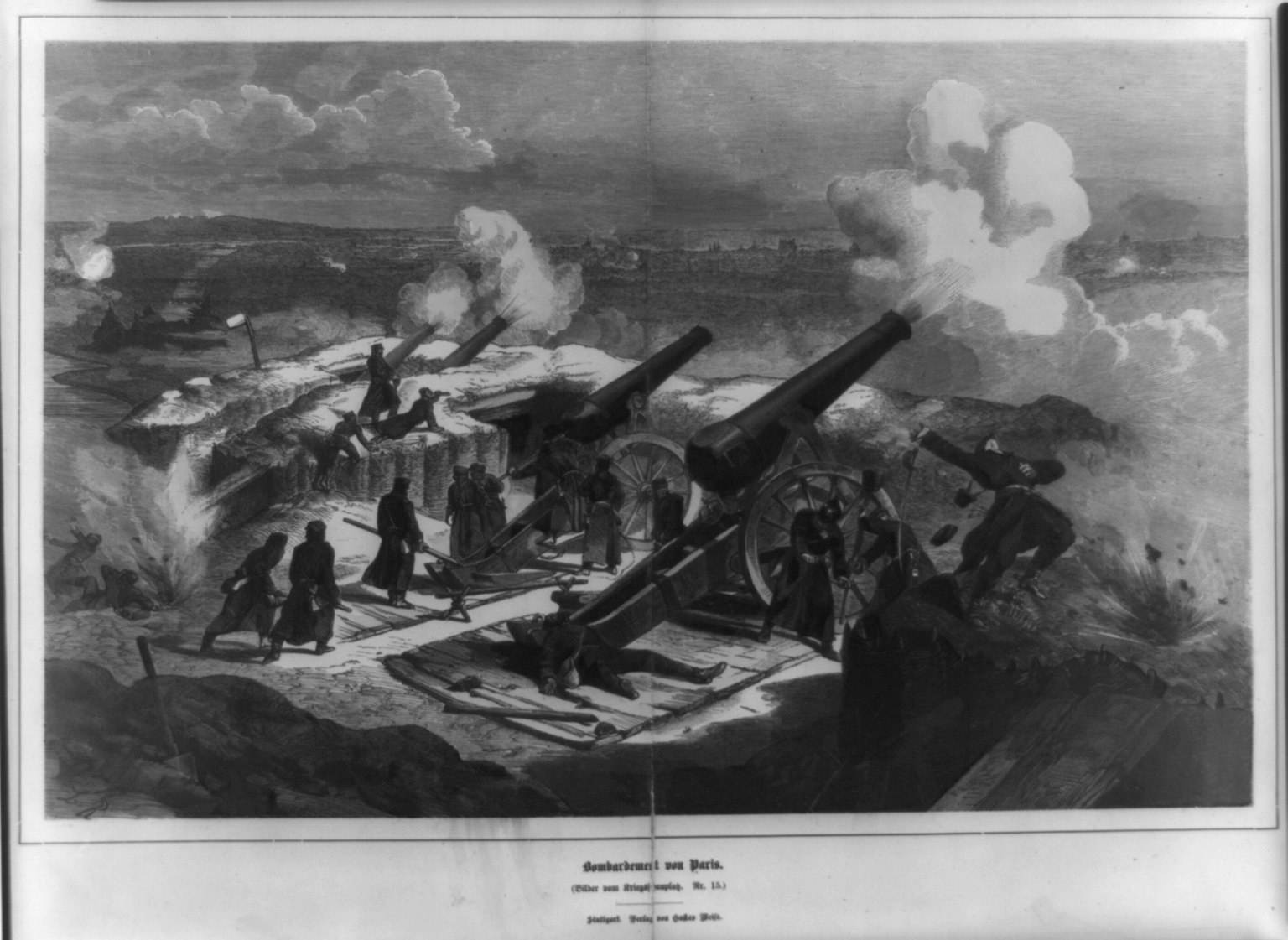
Le siège de Paris (1870-1871) fixe la réputation des canons Krupp. Gravure allemande, 1871.

Friedrich Alfred Krupp (1854-1902), seul fils d'Alfred, lui succède. Par l'acquisition d'autres entreprises, comme les chantiers navals Germania de Kiel (1896-1902), Friedrich Alfred se retrouve en 1902 à la tête d'une entreprise de 70 000 personnes et n'hésite pas à faire pression pour obtenir des commandes de matériels militaires. Il est fortement lié au kaiser Guillaume II et lance ainsi l'entreprise dans la course aux armements des années 1890-1910. Friedrich Alfred meurt en 1902, laissant trois héritières, ses filles Bertha, née en 1886, et Barbara, née en 1887, ainsi que leur mère, Margarethe (1854-1931), fille du comte August von Ende, et le beau-frère de celle-ci, Gustav Hartmann, héritier de la Sächsische Maschinenfabrik. Le testament de Friedrich Alfred stipule la transformation de l'entreprise en société anonyme — en allemand Aktiengesellschaft (AG). L'année suivante, en 1903, est formée la Friedrich Krupp AG qui permet aux héritiers de garder une position de contrôle tout en ouvrant le capital à des investisseurs. Le Reich est le premier client de Krupp. En effet, grâce à un subterfurge juridique, Bertha reçoit 160 000 parts de la société, lui permettant d'hériter en principal de l'entreprise, tandis qu'une petite partie est mise sur le marché.

## L'entreprise durant la Première et la Seconde Guerre mondiale

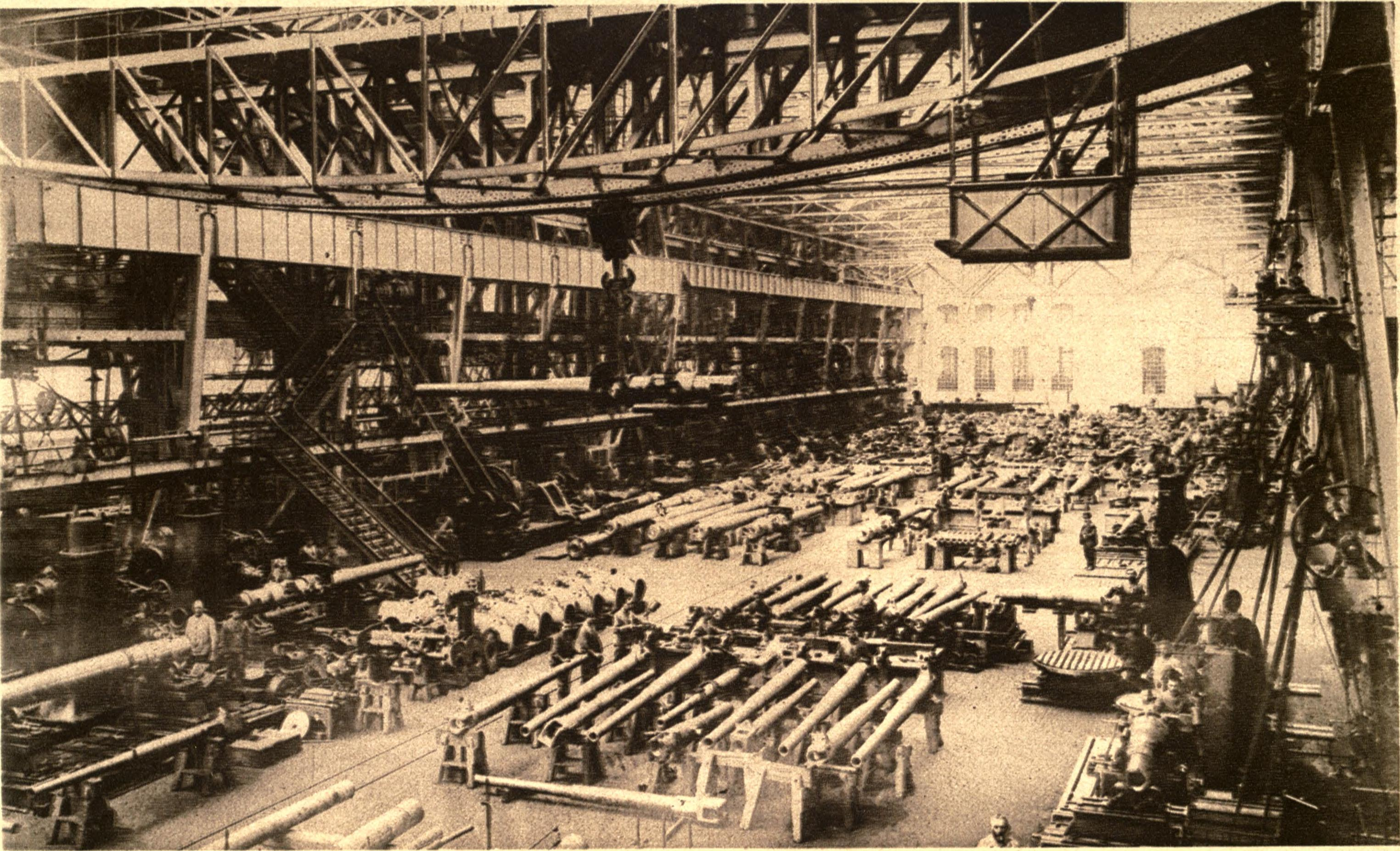
Fabrication de canons en 1915.

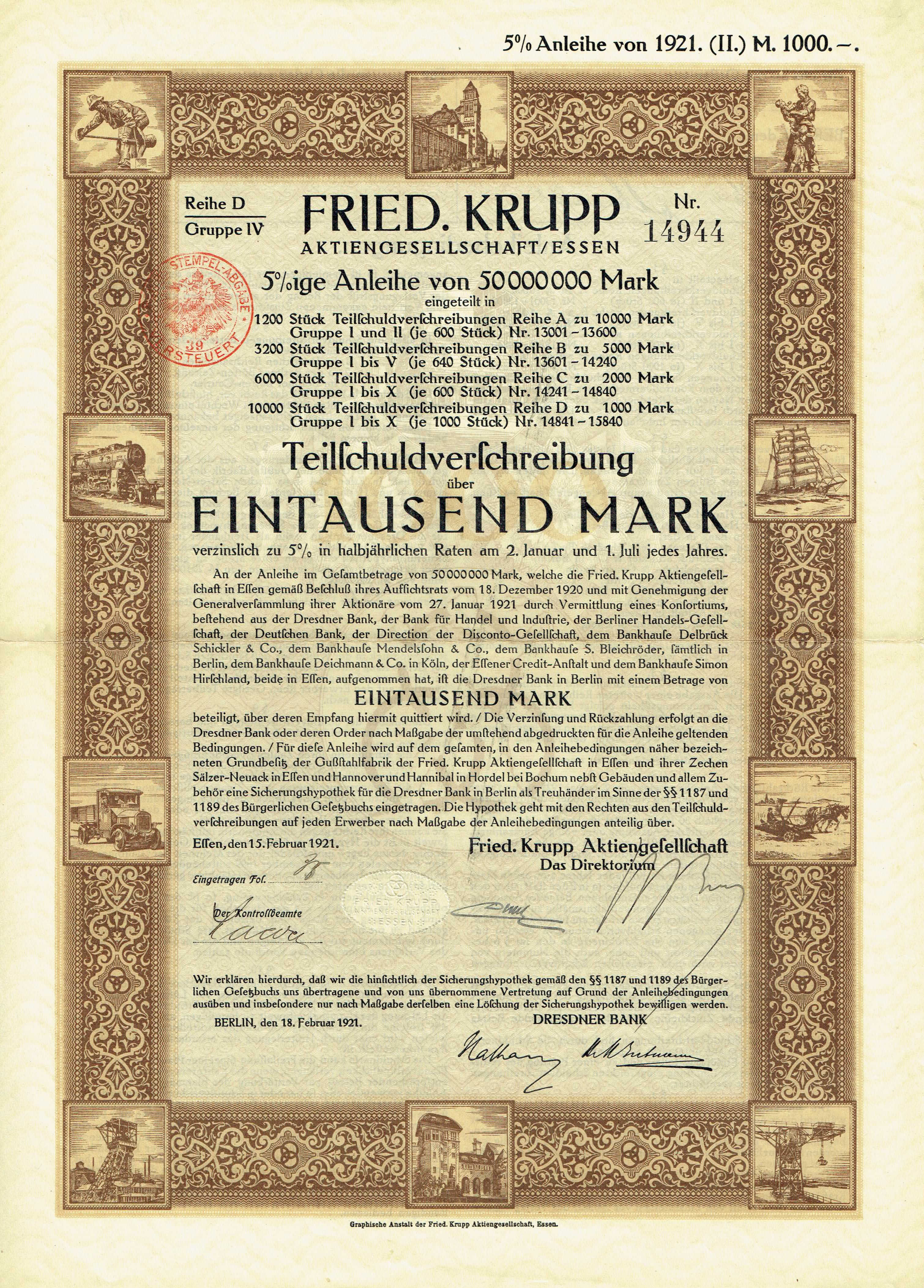
Obligation de la Fried. Krupp AG en date du 15 fevrier 1921

Margarethe, les Hartmann, Barbara, Bertha Krupp, mais surtout le mari de celle-ci, Gustav von Bohlen und Halbach (1870-1950), qui obtient en 1906 de l'empereur de reprendre le nom du fondateur, reprirent en main le destin de l'entreprise. Gustav est nommé président du conseil de surveillance, secondé par Eberhard von Bodenhausen.
De 1905 à 1908, des camions à vapeur sont construits aux chantiers navals. En 1912, l'acier inoxydable est mis au point. Sous l'impulsion d'ingénieurs comme Fritz Rausenberger, l'entreprise s'enrichit durant la Première Guerre mondiale en s'imposant comme l'une des principales entreprises du complexe militaro-industriel allemand. 
Le président du conseil d'administration pour le département des affaires financières de Krupp, d'octobre 1909 à 1918, est Alfred Hugenberg : c'est lui, et non Gustav, qui dirige réellement l'entreprise d'armement pendant la Première Guerre mondiale. Hugenberg est nommé plus tard ministre de l'Économie et de l'Agriculture par Adolf Hitler en 1933.
En octobre 1916, l'entreprise compte 82 000 ouvriers, 9 aciéries, 181 marteaux-pilons et 7 160 machines principales.

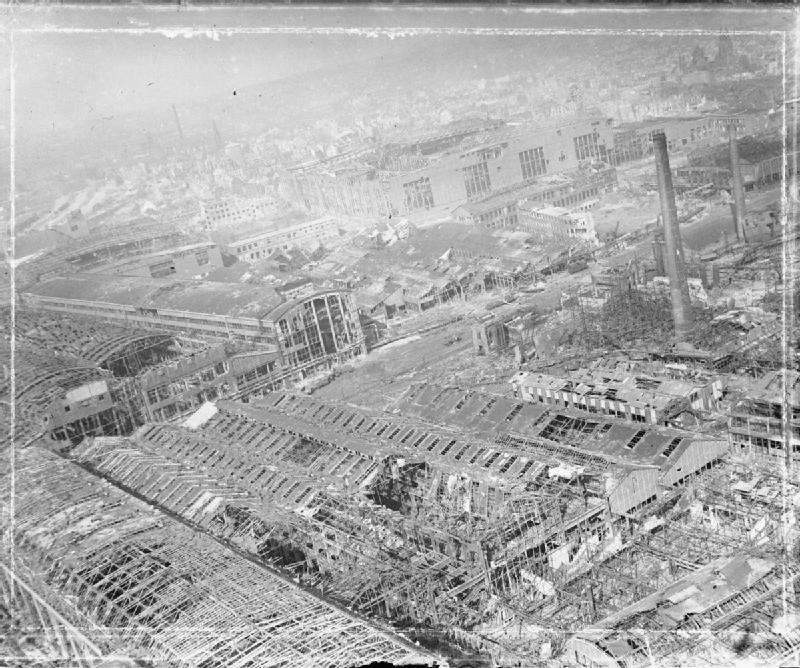
Les usines d'Essen après les bombardements, photographie de la Royal Air Force, 1942-1945.

En 1919, la production de camions à moteur à essence débute avec un cinq tonnes à transmission par chaîne. En 1925, la société fabrique des camions de 1,5, deux et cinq tonnes, ainsi qu'un tracteur à capot de 10 tonnes de charge utile avec une transmission classique. Pour les travaux publics, une balayeuse à trois roues est introduite. En 1930, les premiers modèles de camions à cabine avancée apparaissent en versions 4x2 et 6x4. En 1932, la firme construit des moteurs Diesel Junkers deux-temps à pistons opposés. 
En février 1921, est lancé un emprunt obligataire de 200 millions de marks à 5 %,  émis sur le marché international.
Avec l'arrivée au pouvoir d'Hitler, les Krupp vont se rallier aux nazis, ce qui permet à l'entreprise de continuer à recevoir d'importantes commandes de l'État. Elle emploie ainsi 190 000 personnes en 1939. En 1938, le Reich nomme un fidèle du régime, Friedrich Badenheuer (1902-1965), à la direction de l'entreprise. 
Le fils de Bertha et Gustav, Alfried Krupp von Bohlen und Halbach (1907-1967), membre des SS dès 1931, préside l'entreprise à partir de novembre 1943, grâce à la Lex Krupp, promulguée par la chancellerie du Reich, permettant d'inféoder l'entreprise aux nécessités du Reich. Au cours de la guerre, les Alliés bombardent le site d'Essen, c'est pourquoi la production est éclatée en des sites maintenus secrets.

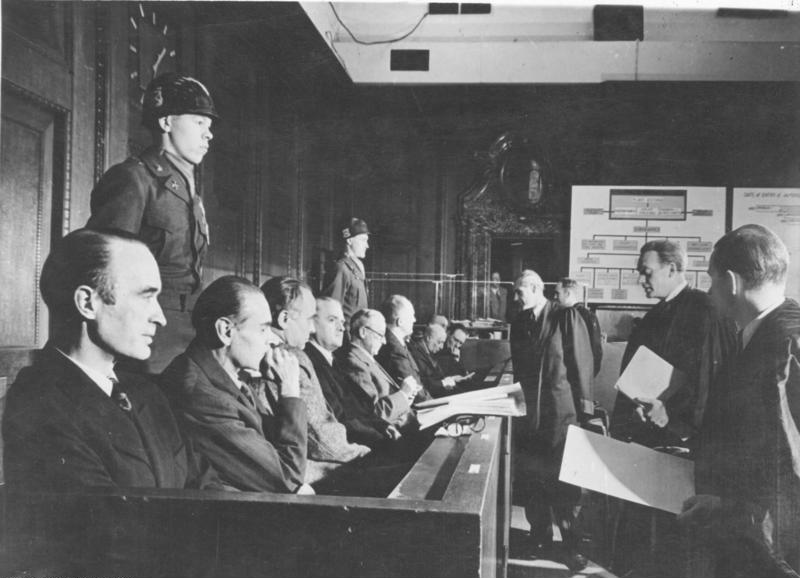
Alfred Krupp von Bohlen (à g.) et ses associés au banc des accusés du procès Krupp,

En 1945 il est arrêté et poursuivi, selon l'acte d'accusation de 1947, notamment pour crimes contre l'humanité et crimes de guerre. Il est jugé lors du procès Krupp et condamné en 1948 à douze ans de prison pour avoir entre autres pratiqué l'exploitation d'une main d'œuvre réduite à l'esclavage et rattachée à des camps d'extermination, soit plus de 2 000 personnes sur un total d'au moins 25 000 prisonniers de guerre exploités par l'entreprise. Il est gracié en 1951 et se voit restituer une partie de ses biens. Il est le dernier Krupp à diriger directement l'entreprise.

## Après la Seconde Guerre mondiale
De 1945 à 1950, la production de camions doit être délocalisée temporairement à Kulmbach pour permettre à la firme de reconstruire son usine détruite durant les bombardements de la Seconde Guerre mondiale. Elle prend le nom de Südwerke (de) durant cette période de transition, le nom de Krupp étant mal vu. La direction de l'entreprise est confiée a Berthold Beitz en 1953 — qui est reconnu Juste parmi les nations en 1973. L'entreprise Krupp est à cette époque encore largement contrôlée par la famille — Bertha a eu huit enfants, dont trois fils qui survivront après 1945.
En 1951, de nouvelles gammes de camions sont lancées : le Cyclop, le Gigant, le Buffel de 5,5 tonnes et le Titan de 8 tonnes. En 1960, des camions à capots et à cabines avancées, et propulsés par des moteurs Diesel Krupp deux-temps à refroidissement par eau de 3, 4, 5 et 7 cylindres, avec des puissances allant de 132 à 310 chevaux, sont proposés aux noms de séries 701, 801, 901, 1001 et 1051.

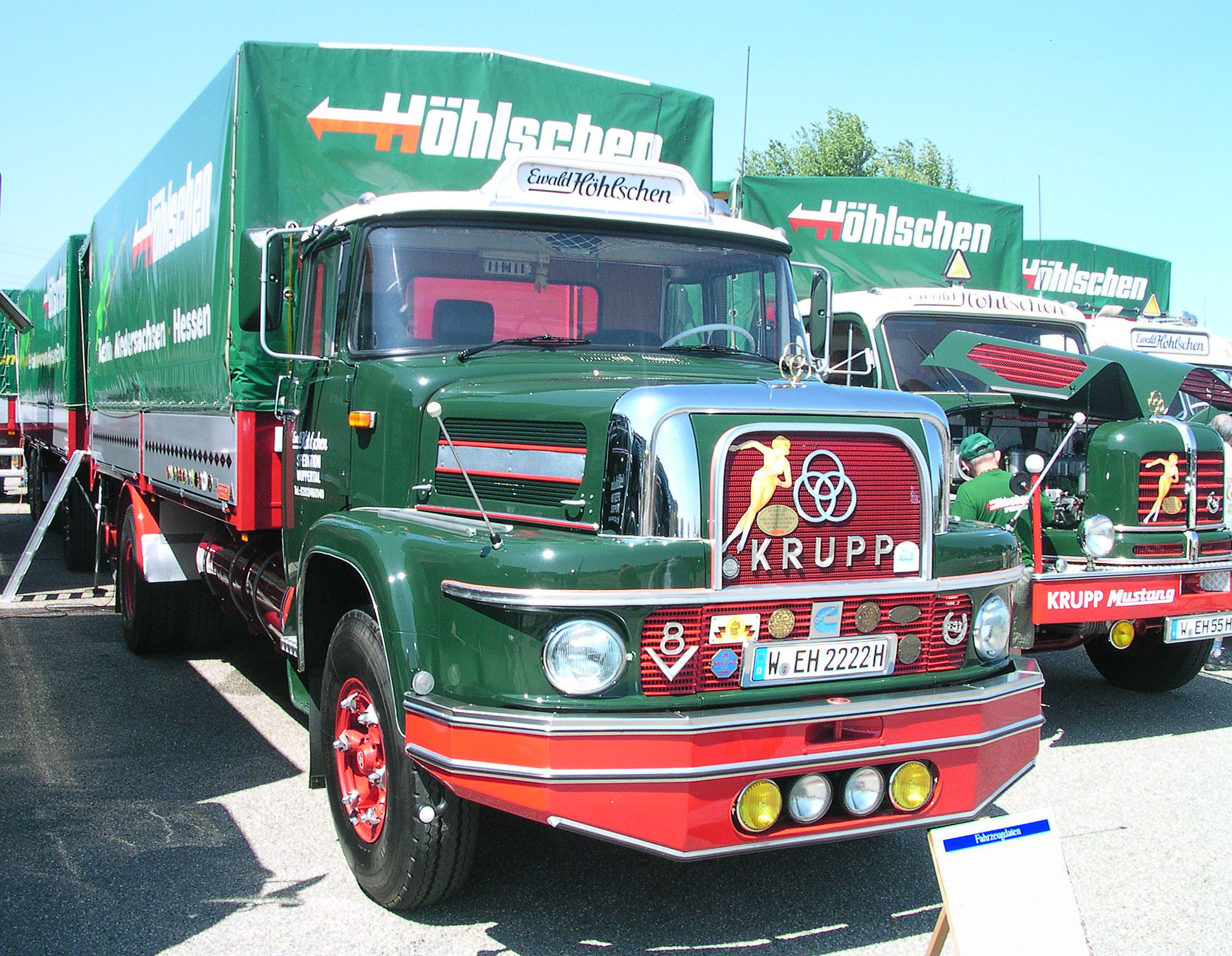
Camion Daimler-Chrysler Krupp, 1962.

La société profite du miracle économique allemand et redevient une entreprise multinationale, gérée de façon drastique, passant de 127 000 personnes en 1951, à 107 000 en 1960. En 1963, la firme propose le moteur Diesel Cummins sur des camions des gammes 760 4 × 4, 360 6 × 6 et 1060 avec des modèles destinés aux chantiers et gros-œuvre, les séries MK 4 × 2 et AMK 4 × 4, pour des charges utiles de 18, 23, 30 et 43 tonnes avec remorque. Aussi c'était alors la première industrie de la CEE. En 1967, Krupp introduisit une grue mobile du nom de Mobilkran 14 GG avec une cabine avancée comprenant deux postes de conduite, un pour conduire le véhicule et l'autre pour diriger la grue sur les chantiers, d'une capacité de 16 tonnes et de 30 mètres de haut, et un nouveau tracteur routier 4 × 4 avec un moteur V8 de 265 chevaux.
En 1967, à la mort d'Alfried, Krupp passe sous le contrôle de la fondation Alfried Krupp von Bohlen und Halbach-Stiftung, qui regroupe tous les intérêts de la famille ;  le fils d'Alfried, Arndt (de) (1938-1986), qui refuse de travailler, se voit verser une pension. La fondation est pilotée par Berthold Beitz, poste qu'il occupe jusqu'en 1989. En 1968, la firme cède le réseau de distribution et l'usine de camion à Mercedes-Benz. La société change de statut et devient Fried. Krupp GmbH dont le shah d'Iran acquiert 25 % des parts en 1976. En 1972, la firme participe à la construction du stade des Jeux olympiques de Munich en fournissant le toit en acier.
Les mines de charbon sont cédées et, de restructurations en restructurations, l'entreprise acquiert Hoesch AG (en) et devient en 1992 Fried. Krupp AG Hoesch-Krupp. Enfin, en 1999, l'entreprise fusionne avec son concurrent de longue date, Thyssen AG, pour former ThyssenKrupp AG.

## Dans les arts et la culture populaire

### Littérature

#### Roman
- L'œuvre d'anticipation Les Cinq Cents Millions de la Bégum de Jules Verne, paru en 1879, décrit une cité industrielle, Stahlstadt, bâtie par un inventeur allemand et spécialisée dans la fabrication d'armes : l'auteur s'inspire largement des usines Krupp.
- L'œuvre d'espionnage Rouletabille chez Krupp de Gaston Leroux, paru en 1917, se déroule dans les usines Krupp pendant la Première Guerre mondiale.

### Filmographie

#### Cinéma
- La famille d'industriels figurée dans le film Les Damnés, de Luchino Visconti, sorti en 1969, s'inspire directement des Krupp.

### Musique

#### Heavy Metal
- Le nom du groupe de Metal industriel Die Krupps vient de la dynastie Krupp. Le nom aurait été choisi pour sa connotation industrielle. Même si le nom de la famille Krupp peut être associé aux nazis via Gustav Krupp von Bohlen und Halbach, Die Krupps est un groupe contre le fascisme et est résoluement anti-nazi.

## Sources
1. 1 2  Pressearchiv 20. Jahrhundert (organisation), [lire en ligne], consulté le 1er juillet 2021.
2. ↑  Pressearchiv 20. Jahrhundert (organisation), [lire en ligne], consulté le 1er juillet 2021.
3. ↑  Pressearchiv 20. Jahrhundert (organisation), [lire en ligne], consulté le 1er juillet 2021.
4. ↑  Pressearchiv 20. Jahrhundert (organisation), [lire en ligne], consulté le 1er juillet 2021.
5. ↑  Pressearchiv 20. Jahrhundert (organisation), [lire en ligne], consulté le 1er juillet 2021.
6. ↑  Pressearchiv 20. Jahrhundert (organisation), [lire en ligne], consulté le 1er juillet 2021.
7. ↑  Pressearchiv 20. Jahrhundert (organisation), [lire en ligne], consulté le 1er juillet 2021.
8. ↑  "Histoire économique et sociale du monde (Tome 2): De l'origine de l'Humanité au XXe siècle - Évolution des activités économiques et financières", par Paul Massé Éditions L'Harmattan, 2011, page 126
9. ↑  (de) « Bodenhausen gen. Degener, Hans Eberhard Freiherr von », Hessische Biografie, site officiel du Hesse.
10. ↑  Arthur Conte, Verdun, octobre 1916, 1987,  (ISBN 2855653762)
11. ↑  « Krupp's new empire », sur Stars and Stripes (consulté le 20 août 2020)
12. ↑  « L'ACTE D'ACCUSATION DE KRUPP a été publié à Nuremberg », Le Monde.fr,‎ 19 août 1947 (lire en ligne, consulté le 20 août 2020)
13. ↑  « Krupp condamné à douze ans de prison », Le Monde.fr,‎ 3 août 1948 (lire en ligne, consulté le 20 août 2020)
14. ↑  « L'affaire Krupp illustre les incohérences et le renversement de la politique américaine en Allemagne », Le Monde.fr,‎ 16 septembre 1952 (lire en ligne, consulté le 20 août 2020)
15. ↑  L'Encyclopédie mondiale des camions, Manise.